# Каунсил, Рики
Рики Каунсил (англ. Ricky Council IV; род. 3 августа 2001, Дарем, Северная Каролина) — американский профессиональный баскетболист, выступает за клуб Национальной баскетбольной ассоциации «Филадельфия Севенти Сиксерс». Играет на позиции атакующего защитника.

## Профессиональная карьера
После того, как Каунсил не выбрали на драфте НБА 2023 года, он подписал двусторонний контракт с клубом «Филадельфия Севенти Сиксерс» 1 июля 2023 года. Контракт Каунсила был расторгнут 20 октября, но 25 октября он подписал новый двусторонний контракт с командой.
2 января 2024 года Каунсил дебютировал в НБА за «Севенти Сиксерс» в выигранном со счётом 110–97 матче против «Чикаго Буллз». А 10 февраля он набрал рекордные в карьере 19 очков и 10 подборов против «Вашингтон Уизардс». 13 апреля он подписал стандартный контракт с «Филадельфией». 26 января 2025 года Каунсил ненадолго был отправлен в «Делавэр Блю Коатс», фарм-клуб «Филадельфии» в Джи-Лиге НБА

## Статистика

### Статистика в НБА
| Сезон                                                                                    | Команда     | Регулярный сезон | Регулярный сезон | Регулярный сезон | Регулярный сезон | Регулярный сезон | Регулярный сезон | Регулярный сезон | Регулярный сезон | Регулярный сезон | Регулярный сезон | Регулярный сезон | Серия плей-офф | Серия плей-офф | Серия плей-офф | Серия плей-офф | Серия плей-офф | Серия плей-офф | Серия плей-офф | Серия плей-офф | Серия плей-офф | Серия плей-офф | Серия плей-офф |
| Сезон                                                                                    | Команда     | GP               | GS               | MPG              | FG%              | 3P%              | FT%              | RPG              | APG              | SPG              | BPG              | PPG              | GP             | GS             | MPG            | FG%            | 3P%            | FT%            | RPG            | APG            | SPG            | BPG            | PPG            |
| ---------------------------------------------------------------------------------------- | ----------- | ---------------- | ---------------- | ---------------- | ---------------- | ---------------- | ---------------- | ---------------- | ---------------- | ---------------- | ---------------- | ---------------- | -------------- | -------------- | -------------- | -------------- | -------------- | -------------- | -------------- | -------------- | -------------- | -------------- | -------------- |
| 2023/24                                                                                  | Филадельфия | 32               | 0                | 9,0              | 48,2             | 37,5             | 74,6             | 1,4              | 0,5              | 0,3              | 0,0              | 5,4              | Не участвовал  | Не участвовал  | Не участвовал  | Не участвовал  | Не участвовал  | Не участвовал  | Не участвовал  | Не участвовал  | Не участвовал  | Не участвовал  | Не участвовал  |
| 2024/25                                                                                  | Филадельфия | 73               | 12               | 17,1             | 38,2             | 25,8             | 80,4             | 2,9              | 1,3              | 0,4              | 0,2              | 7,3              | Не участвовал  | Не участвовал  | Не участвовал  | Не участвовал  | Не участвовал  | Не участвовал  | Не участвовал  | Не участвовал  | Не участвовал  | Не участвовал  | Не участвовал  |
|                                                                                          | Всего       | 105              | 12               | 14,7             | 40,2             | 27,3             | 78,6             | 2,5              | 1,1              | 0,4              | 0,1              | 6,7              | Не участвовал  | Не участвовал  | Не участвовал  | Не участвовал  | Не участвовал  | Не участвовал  | Не участвовал  | Не участвовал  | Не участвовал  | Не участвовал  | Не участвовал  |
| Наведите курсор мыши на аббревиатуры в заголовке таблицы, чтобы прочесть их расшифровку. |             |                  |                  |                  |                  |                  |                  |                  |                  |                  |                  |                  |                |                |                |                |                |                |                |                |                |                |                |

### Статистика в Джи-Лиге
| Сезон                                                                                    | Команда           | Регулярный сезон | Регулярный сезон | Регулярный сезон | Регулярный сезон | Регулярный сезон | Регулярный сезон | Регулярный сезон | Регулярный сезон | Регулярный сезон | Регулярный сезон | Регулярный сезон | Серия плей-офф | Серия плей-офф | Серия плей-офф | Серия плей-офф | Серия плей-офф | Серия плей-офф | Серия плей-офф | Серия плей-офф | Серия плей-офф | Серия плей-офф | Серия плей-офф |
| Сезон                                                                                    | Команда           | GP               | GS               | MPG              | FG%              | 3P%              | FT%              | RPG              | APG              | SPG              | BPG              | PPG              | GP             | GS             | MPG            | FG%            | 3P%            | FT%            | RPG            | APG            | SPG            | BPG            | PPG            |
| ---------------------------------------------------------------------------------------- | ----------------- | ---------------- | ---------------- | ---------------- | ---------------- | ---------------- | ---------------- | ---------------- | ---------------- | ---------------- | ---------------- | ---------------- | -------------- | -------------- | -------------- | -------------- | -------------- | -------------- | -------------- | -------------- | -------------- | -------------- | -------------- |
| 2023/24                                                                                  | Делавэр Блю Коатс | 27               | 27               | 34,2             | 47,6             | 37,8             | 77,5             | 5,3              | 1,9              | 1,0              | 0,7              | 23,8             | 2              | 2              | 36,0           | 46,7           | 38,5           | 90,0           | 7,0            | 3,0            | 2,5            | 2,0            | 29,5           |
| 2024/25                                                                                  | Делавэр Блю Коатс | 2                | 2                | 37,6             | 47,8             | 38,9             | 84,6             | 7,0              | 2,0              | 1,5              | 0,5              | 34,5             | Не участвовал  | Не участвовал  | Не участвовал  | Не участвовал  | Не участвовал  | Не участвовал  | Не участвовал  | Не участвовал  | Не участвовал  | Не участвовал  | Не участвовал  |
|                                                                                          | Всего             | 29               | 29               | 34,4             | 47,6             | 37,9             | 78,2             | 5,4              | 1,9              | 1,1              | 0,7              | 24,5             | 2              | 2              | 36,0           | 46,7           | 38,5           | 90,0           | 7,0            | 3,0            | 2,5            | 2,0            | 29,5           |
| Наведите курсор мыши на аббревиатуры в заголовке таблицы, чтобы прочесть их расшифровку. |                   |                  |                  |                  |                  |                  |                  |                  |                  |                  |                  |                  |                |                |                |                |                |                |                |                |                |                |                |

### Статистика в NCAA
| Сезон | Команда      | Conf         | Class        | GP | GS | MPG  | FG%  | 3P%  | FT%  | RPG | APG | SPG | BPG | PPG  |
| --- | ------------ | ------------ | ------------ | -- | -- | ---- | ---- | ---- | ---- | --- | --- | --- | --- | ---- |
| 2020/21 | Уичито Стэйт | AAC          | FR           | 21 | 1  | 15,6 | 42,1 | 44,4 | 63,6 | 3,4 | 1,0 | 0,3 | 0,1 | 7,1  |
| 2021/22 | Уичито Стэйт | AAC          | SO           | 28 | 7  | 26,6 | 43,7 | 30,6 | 84,9 | 5,4 | 1,6 | 1,1 | 0,5 | 12,0 |
| 2022/23 | Арканзас     | SEC          | JR           | 36 | 29 | 34,1 | 43,3 | 27,0 | 79,4 | 3,6 | 2,3 | 1,1 | 0,3 | 16,1 |
| Всего | Всего        | Всего        | Всего        | 85 | 37 | 27,1 | 43,2 | 30,3 | 78,6 | 4,2 | 1,7 | 0,9 | 0,3 | 12,5 |
| Уичито Стэйт | Уичито Стэйт | Уичито Стэйт | Уичито Стэйт | 49 | 8  | 21,9 | 43,2 | 33,9 | 77,6 | 4,6 | 1,3 | 0,8 | 0,3 | 9,9  |
| Арканзас | Арканзас     | Арканзас     | Арканзас     | 36 | 29 | 34,1 | 43,3 | 27,0 | 79,4 | 3,6 | 2,3 | 1,1 | 0,3 | 16,1 |
| Наведите курсор мыши на аббревиатуры в заголовке таблицы, чтобы прочесть их расшифровку Статистика приведена с сайта sports-reference.com |              |              |              |    |    |      |      |      |      |     |     |     |     |      |